# بنك مونتي دي باشي دي سيينا
بنك مونتي دي باشي دي سيينا (النطق الإيطالي: ‎[ˈbaŋka ˈmonte dei ˈpaski di ˈsjɛːna]‏)، المعروف باسم بي إم بي إس أو إم بي إس فقط، هو بنك إيطالي. يعود تاريخ إنشاء البنك الذي أسسه قضاة مدينة سيينا كمؤسسة خيرية، إلي عام 1472 ( منذ 553 سنة). وفي العام 1995، تحول البنك من شركة قانونية، إلى شركة ذات مسؤولية محدودة تعرف باسم بانكا مونتي دي باشي سيينا. ويملك البنك الآن، ما يزيد على ألفي فرع محلي و41 عالمياً وقوة عاملة تقدر بنحو 26 ألفاً وأكثر من 5 ملايين من العملاء في إيطاليا وحدها.

## التاريخ
تأسس البنك بأمر من قاضي جمهورية سيينا، تحت اسم مونتي دي بيتا في 4 مارس 1472، وينظم قانون البنك المكتوب في 1419، كل النشاطات المتعلقة بالزراعة والرعي في منطقة ماريما. ويعود وضع البنك الحالي للعام 1624، عندما أُدرجت سيينا في دوقة توسكاني الكبرى وضمان الدوق فيرناندو الثاني، لمودعي مونت، دخل مراعي ماريما التي تملكها الحكومة والمعروفة باسم «باشي» التي جاء منها اسم البنك، وزاد البنك من نشاطاته المصرفية خلال القرنين السابع عشر والثامن عشر. ومع توحيد إيطاليا، أنتشرت أفرع البنك وتم إطلاق نشاطات جديدة تتضمن الرهون العقارية.
في العام 1995، قدمت وزارة الخزانة الإيطالية بموجب مرسوم، دعماً لاثنين من المؤسسات، بنك مونتي دي باشي دي سيينا وفوندازيون مونت دي باشي دي سيينا، المنظمة غير الربحية التي تهدف لتقديم المساعدة والعمليات الخيرية والمنفعة الاجتماعية في مجالات تشمل التعليم والعلوم والصحة والفنون، في المدينة بشكل خاص ومقاطعة سيينا بشكل عام.

### التوسع (2000-2006)
في يونيو 1999، تم إدراج البنك بنجاح في بورصة إيطاليا، ليبدأ مرحلة مكثفة من التوسع التجاري والتشغيلي. واستحوذ مونتي دي باشي دي سيينا، على بنوك محلية من بينها، بنك أجريكولا مانتوفانا وبنك ديل سالنتو. وفي 2003، بدأ البنك في تعزيز هياكل الإنتاج في فئات إستراتيجية من السوق، من خلال تطوير شركات الإنتاج مثل:
- كونسوم دوت آي تي، في قطاع ائتمان المستهلك.
- إم بي إس، في قطاع العمليات المصرفية المتعددة.
- إم بي للأصول، في قطاع الادخار وغيرها.

وفي ذات الوقت، اتجه البنك للنهوض بالإنتاجية التجارية، بهدف تحسين مستوى المساعدة والاستشارة للمستثمرين والأعمال، بجانب تحديث نشاطاته في مجال الصيرفة الخاصة والخطط المعاشية الخاصة أيضاً.

### الأستحواذ علي بنك أنتونفينيتا (2006-2008)
في 8 نوفمبر 2007، أعلنت البنك أنه توصلت إلى اتفاق مع مجموعة سانتاندير لشراء بنك أنتونفينيتا مقابل 9 مليارات يورو  باستثناء شركة الانتربنك التابعة التي يملكها البنك الإسباني.
كما استحوذ البنك على بنك التوفير في بييلا وفرشيلي من إنتيسا سان باولو في ديسمبر 2007 مقابل حوالي 399 مليون يورو.[بحاجة لمصدر]

### الأزمة المالية العالمية
تعرض مونتي دي باشي، في أعقاب ارتفاع الفوائد وتدني قيمة ديون الحكومة الإيطالية عند أزمة الديون الأوروبية، لخسائر تقدر بنحو 2 مليار دولار في النصف الأول من 2012، ما أرغمه على إعادة الهيكلة. 

### إخفاء الخسائر وإنقاذ بنك إيطاليا (2013)
في 2009، بدأت عمليات سانتوريني وأليساندريا، في جلب خسائر باهظة. ولإخفاء هذه الخسائر في البيانات المالية للبنك، قررت إدارة البنك العليا، بما فيها رئيس البنك، الدخول في عقود للمشتقات مع دويتشه بنك وبنك نوميورا.  ترواحت الخسائر التي تراكمت بفعل عمليات سانتوريني وأليساندريا خلال الفترة التي آلت إلى عقود المشتقات، بين 500 إلى 750 مليون يورو، كما أن المستندات المتعلقة بهذه الخسائر، لم يتم توصيلها لمراجعي البنك أو مراجعي بنك إيطاليا.
بعد اكتشاف عقود المشتقات والمستندات المخفية، قامت الإدارة الجديدة بكشفها للجمهور بنهاية نوفمبر 2012. وبحلول يناير 2013، تعرضت أسهم البنك لخسائر بنسبة قدرها 5.6% في بورصة إيطاليا، ما دفع رئيس البنك لتقديم استقالته.  وفي 25 يناير من نفس العام، دعا مجلس البنك لعقد اجتماع طارئ لحاملي الأسهم، تقرر على أثره رفع رأسمال الأسهم إلى 4.5 مليار يورو، لممارسة خدمة حقوق التحويل لسندات بنك مونتي. وطالب مونتي دي باشي دي سيينا، بتدخل قوامه 3.9 مليار يورو، بما فيها 1.9 مليار يورو لتحل محل سندات بنك تريمونتي السابقة.

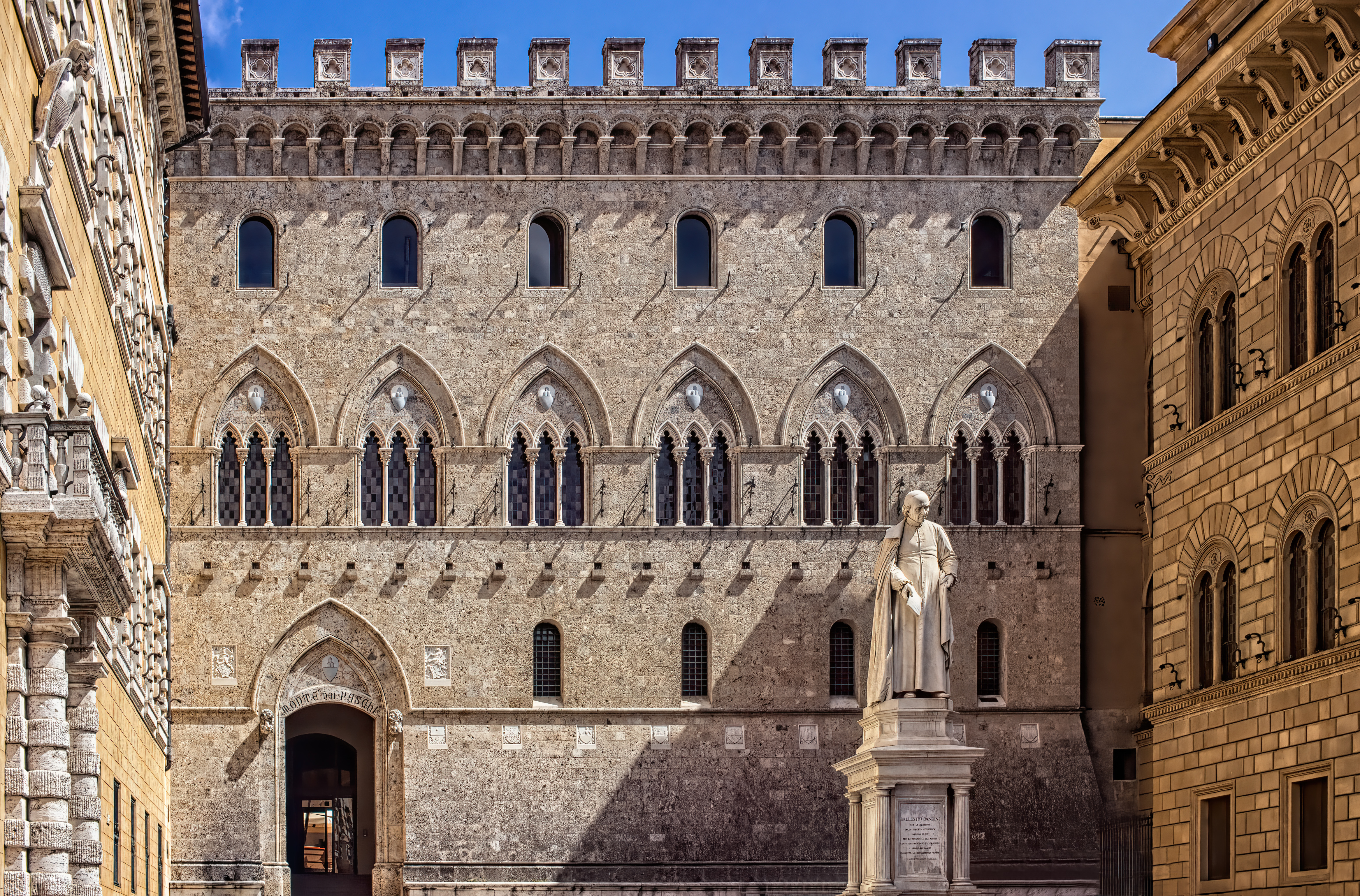
بنك مونتي دي باشي دي سيينا أقدم بنك في العالم وثالث أكبر بنك في إيطاليا. تأسست عام 1472.

تمكن البنك بعد الاجتماع، من استعادة 11.36% من القيمة التي فقدها بما يزيد على 20% خلال ثلاث جلسات في غضون ثلاثة أيام متتالية. وفي 26 يناير 2013، وافق بنك إيطاليا، على طلب لتقديم المساعدة للبنك قدرها 3.9 مليار يورو (5.3 مليار دولار). إصدار السندات وعند نهاية ديسمبر 2013، رفض فوندازيون مونت دي باشي دي سيينا، الخطط الرامية لإصدار سندات جديدة بنحو 3 مليارات يورو، ما أدى لتأخير عمليات جمع المال، التي كان ينوي  القيام بها حتى مايو 2014 لتزيد مخاطر تأميمه.

### 2014 - إلى الوقت الحاضر
أكمل البنك في يوليو 2014، عملية زيادة رأس المال، التي تمتلك المؤسسة المصرفية 2.5% من أسهمها فقط. وفي أكتوبر من نفس العام، فشل البنك في اختبار الإجهاد، الذي أجراه البنك المركزي الأوروبي لمعظم البنوك الأوروبية الكبيرة، حيث تم إعطاء البنك مهلة أسبوعين لإعداد خطة ترمي لجمع 2.11 مليار يورو لتغطية العجز في رأس المال. وبصرف النظر عن إصدار مونتي لأسهم بنحو 5 مليارات يورو قبل أربعة أشهر فقط، إلا أن البنك المركزي الأوروبي، صنفه في خانة العاجز عن التصدي للأزمات المالية، وباستمرار الأسهم لفقدان قيمتها بتراجع بلغت نسبته 22%، أعلن عن خسائر في نوفمبر 2014 قدرها 1.15 مليار يورو خلال الربع الثالث من ذلك العام. وفي نهاية الأمر، ناهزت خسائر البنك في سنة 2014 المالية، نحو 3.34 مليار يورو.
في 6 يوليو 2015، وفي أعقاب استفتاء اليونان، تم تعليق التداول في أسهم مونتي دي باشي بعد تراجعها بنحو 5.7%. وبعد مطالبة أندرياس دومبرت، عضو مجلس بوندزبنك، البنك المركزي الأوروبي، بالتعامل مع البنوك التي تملك قدراً كبيراً من القروض المتعثرة، طلب المركزي بالفعل من البنك تقليص هذه القروض. وبلغ إجمالي هذه القروض في 2015، نحو 46.9 مليار يورو، حيث يخطط البنك لتخفيض إجمالي القروض المتعثرة في نسبة القروض الكلية، إلى 20% بحلول 2018، لكن مع ذلك تعتبر هذه النسبة أعلى من المتوسط الإيطالي في 31 ديسمبر 2015.
بعد إعلان الاتحاد الأوروبي في يوليو 2016 لاختبار الإجهاد، كان البنك هو الوحيد من بين 51 بنكاً كان متوقعاً أن يكون أداؤه سالباً في الأسهم العادية من الفئة 1. وفي حالة استهداف هذه الأسهم عند نسبة 8% ونسبة إجمالي رأس المال عند 11.5%، فإن أسوأ السيناريوهات في 2018، يعني أن البنك سيعاني من نقص في رأس المال بنحو 8.8 مليار يورو. وفي ديسمبر 2016، أعلن البنك عن خطة رسملة بنحو 5 مليارات يورو، بجانب خطة ترمي لتوريق كامل محفظة القروض المتعثرة بسقف مستهدف قدره 9.2 مليار يورو. وكان متوقعاً خفض البنك للقروض المتعثرة بنسبة تصل إلى 17.8%، لتنسجم مع المتوسط الإيطالي، بيد أنها لا تزال أعلى من المتوسط الأوروبي.
في 1 يونيو 2017، وافقت المفوضة الأوروبية مارغريت فيستاجر من حيث المبدأ على مساعدة الدولة للبنك. في 5 يوليو، تمت الموافقة على الخطة الصناعية للبنك، والتي ستتم إعادة رسملة البنك بمبلغ 8.1 مليار يورو، ولكن فقط 3.9 مليار يورو ستكفلها وزارة الاقتصاد والمالية (باستثناء الأسهم الإضافية التي سيتم إعادة شرائها من حاملي سندات التجزئة من قبل الحكومة)، والباقي هم «إنقاذ» حاملي السندات، وقاموا بتحويل سند البنك إلزاميًا إلى أسهم.
في 29 يوليو، أعلن البنك أن سعر إصدار الأسهم الجديدة للحكومة كان 6.49 يورو، مع 8.65 يورو لأسهم الدين إلى حقوق الملكية.
حلت ستيفانيا باراتي محل سلفها كرئيسة للبنك خلال ديسمبر 2017.